# Teena Marie
Teena Marie, nome d'arte di Mary Christine Brockert (Santa Monica, 5 marzo 1956 – Los Angeles, 26 dicembre 2010), è stata una cantautrice statunitense.
Particolarmente attiva negli anni ottanta, ha avuto parecchio successo con i suoi album, pubblicati dalla Motown e dalla Epic. I suoi generi musicali spaziavano tra il funk e l'R&B, con sonorità disco e dance pop e soul.

## Biografia
Detta anche Lady Tee, ha debuttato discograficamente nel 1979 con il singolo I'm a Sucker for Your Love, duetto con Rick James che ha anticipato il suo primo album Wild and Peaceful, pubblicato dall'etichetta discografica Motown. Per la stessa etichetta è stata legata fino al 1983 e ha pubblicato altri tre album, di discreto successo. Successivamente ha firmato un contratto con la Epic, per la quale ha pubblicato diversi dischi di successo nella classifica statunitense R&B degli album. Durante questo periodo è stato pubblicato uno tra i suoi singoli più noti, Lovergirl, che ha raggiunto la quarta posizione negli Stati Uniti. Dopo lo scarso successo dell'album Ivory, del 1990, si è staccata dalla Epic avviando lungo un periodo di silenzio dal punto di vista delle pubblicazioni, interrotto solo nel 1994 con l'uscita dell'album Passion Play, pubblicato dalla sua etichetta Sarai, passato inosservato. Nel corso degli anni novanta, sia la Motown che la Epic hanno pubblicato tre raccolte. Tra il 2000 e il 2002 sono state pubblicate altre raccolte da parte della Sony, di cui la Epic è sussidiaria, della Hip-O, collegata alla Motown, dalla Motown stessa e dalla Legacy, legata alla Sony.
Ha pubblicato un nuovo album di inediti, La Doña, nel 2004 per la Cash Money, che ha raggiunto la sesta posizione della classifica degli album statunitense, il più alto risultato di sempre in tale classifica per uno dei suoi album. Dal disco è stato estratto il singolo A Robe by Any Other Name, duetto con Gerald Levert. Due anni dopo è stato pubblicato, per la medesima etichetta, l'album Sapphire, dal discreto successo.
Tre anni dopo è stato pubblicato Congo Square, stavolta per la Stax, che ha ottenuto buoni risultati di vendita e che è stato promosso dal duetto con Faith Evans Can't Last a Day. Questo si è tuttavia rivelato l'ultimo album della cantante, venuta a mancare il 26 dicembre 2010 e trovata priva di vita dalla figlia Alia Rose.

## Vita privata e morte
Teena Marie non si sposò mai; mise alla luce una figlia di nome Alia Rose nel 1991. Al 2009, Alia Rose si firmava come Rose LeBeau.
Teena Marie visse a Inglewood a Encino, prima di arrivare a Pasadena.
Teena Marie fu la madrina della figlia di Marvin Gaye, Nona Gaye. Si prese cura anche del figlio di Rick James, Rick, Jr., e dell'amico di famiglia Jeremiah O'Neal. Lenny Kravitz fu aiutato da Teena Marie agli inizi di carriera, abitando anche in casa sua.
Nel 2004, mentre Teena Marie dormiva in una camera di albergo, un quadro si stacco dalla parete sopra il letto, colpendo la cantante alla testa. Il trauma fece sì che per il resto della sua vita soffrisse di crisi epilettiche.
Il pomeriggio del 26 dicembre 2010, Teena Marie non fu raggiungibile dalla figlia Alia Rose, nella casa di Pasadena. Venne trovata morta e il 30 dicembre 2010, l'autopsia da parte del coroner della Los Angeles County, non trovò segni di violenza o traumi concludendo che la morte fu per cause naturali. Il mese prima ebbe una crisi tonico-clonica.
La cerimonia funebre venne celebrata al Forest Lawn Memorial Park il 10 gennaio 2011. Tra le personalità che resero omaggio alla cantante vi furono Stevie Wonder, Deniece Williams, Smokey Robinson, Queen Latifah, LisaRaye, Sinbad, Tichina Arnold, Shanice Wilson, Táta Vega, Berry Gordy, Jr.

## Discografia

### Album
- 1979 - Wild and Peaceful
- 1980 - Lady T
- 1980 - Irons in the Fire
- 1981 - It Must Be Magic
- 1983 - Robbery
- 1984 - Starchild
- 1986 - Emerald City
- 1988 - Naked to the World
- 1990 - Ivory
- 1994 - Passion Play
- 2004 - La Doña
- 2006 - Sapphire
- 2009 - Congo Square
- 2013 - Beautiful

#### Raccolte
- 1985 - Greatest Hits
- 1991 - Greatest Hits
- 1994 - I Need Your Lovin': The Best of Teena Marie
- 1996 - Motown Milestones: The Best of Teena Marie
- 1997 - Lovergirl: The Teena Marie Story
- 2000 - Love Songs
- 2000 - Ultimate Collection
- 2001 - The Millennium Collection: The Best of Teena Marie
- 2002 - Super Hits

### Singoli
- 1979 - I'm a Sucker for Your Love (feat. Rick James)
- 1979 - Don't Look Back
- 1980 - Can It Be Love
- 1980 - Behind the Groove
- 1980 - I Need Your Lovin'
- 1981 - Young Love
- 1981 - Square Biz
- 1981 - It Must Be Magic
- 1981 - Portuguese Love
- 1983 - Fix It
- 1983 - Midnight Magnet
- 1984 - Dear Lover
- 1984 - Lovergirl
- 1985 - Jammin'
- 1985 - Out on a Limb
- 1985 - 14k
- 1986 - Lips to Find You
- 1986 - Love Me Down Easy
- 1988 - Ooo La La La
- 1988 - Work It
- 1990 - Here's Looking at You
- 1990 - If I Were a Bell
- 1990 - Since Day One
- 1991 - Just Us Two
- 2004 - Still in Love
- 2004 - A Rose by Any Other Name (feat. Gerald Levert)
- 2005 - Ooh Wee
- 2009 - Can't Last a Day (feat. Faith Evans)
- 2009 - You Baby